# 프리뷰 (영국)
프리뷰(Freeview)는 영국의 BBC가 중심이 되어 50여개 채널을 무료로 제공하는 디지털 무료 방송(지상파) 서비스이다. 영국을 롤모델로, 오스트레일리아, 뉴질랜드 등도 있으며, 한국도 프리뷰를 추진중이다. 한국의 프리뷰는 코리아뷰라고 한다. 프랑스도 TNT라는 이름의 비슷한 서비스를 하고 있다. 디지털 텔레비전에 15유로 하는 셋톱박스를 장착해야 한다.

## 같이 보기
- 버진 미디어